# Slag bij Thermopylae (191 v.Chr.)
De Tweede Slag bij Thermopylae werd gevochten in 191 v.Chr. tussen een Romeins leger onder consul Manius Acilius Glabrio en een Seleucidisch leger onder leiding van koning Antiochus III de Grote. Het was de eerste grote veldslag van de Romeins-Seleucidische Oorlog. De Romeinen behaalden de overwinning en Antiochus zag zich gedwongen zich terug te trekken uit Griekenland.

## Aanloop naar de slag
Bij de uitbraak van de oorlog in 192 v.Chr. stak Antiochus de Egeïsche Zee over vanuit Klein-Azië naar Griekenland met een klein expeditieleger, want hij dacht dat de verschillende staten in dat gebied zich bij hem zouden aansluiten als mede-Griek om de Romeinse hegemonie te weerstaan. Het was echter enkel de Aetolische Bond die zich aansloot bij Antiochus; andere staten bleven ofwel neutraal of sloten zich aan bij de Romeinen. Antiochus slaagde erin enkele steden in Griekenland te bezetten, maar hij kon geen versterkingen uit Azië ontvangen voordat in 191 v.Chr. een groot Romeins leger onder consul Mancius Acilius Glabrio Griekenland bereikte en tegen hem opmarcheerde.

## Verloop van de slag
Antiochus wist dat zijn leger slechts half zo groot was als het aankomende Romeinse leger, en daarom hoopte hij de nauwe pas van de Thermopylae in zijn voordeel te kunnen gebruiken, naar het voorbeeld van de Spartanen in 480 v.Chr., toen ze het veel grotere Perzische leger enkele dagen hadden kunnen tegenhouden. Maar het pad dat de Perzen hadden gebruikt om de Grieken in de rug aan te vallen was nu relatief bekend geworden. Daarom plaatste Antiochus de troepen van zijn bondgenoten in de heuvels boven de pas om te voorkomen in de rug aangevallen te worden, terwijl het grootste deel van het Seleucidische leger de pas zelf bezette.
Terwijl de Romeinse en Seleucidische legers vochten in de nauwe pas maar er geen doorbraak geforceerd kon worden, werden twee Romeinse detachementen gestuurd om de Aetoliërs op de heuvels te verjagen. Acilius Glabrio gaf twee oudere legaten de leiding over deze twee groepen: Lucius Valerius Flaccus en Marcus Porcius Cato, beiden oud-consuls. Flaccus werd verslagen, maar Cato kon de Aetoliërs wegjagen en viel de Seleuciden in de rug aan. Dit zorgde voor paniek onder de Seleucidische legers, die wegvluchtten. Romeinse bronnen stellen dat bijna het volledige Seleucidische leger van 10.000 man gedood werd, gevangengenomen werd of zich overgaf, zowel op het slagveld als in de volgende dagen. De Romeinen zouden slechts 200 man verloren hebben.
Het onmiddellijke resultaat van de Romeinse overwinning was de terugtrekking van Antiochus uit Griekenland. Hij trok zich terug naar Efeze in Klein-Azië, waar hij een nieuw leger op de been bracht. De Aetoliërs werden gedwongen om vrede te sluiten met de Romeinen.